# Dick Griffey
Dick Griffey, né le 16 novembre 1938 à Nashville et mort le 24 septembre 2010 à Los Angeles, est un promoteur de concerts et producteur de musique américain.
Griffey se fait connaître durant les années 1970 en tant que promoteur de concerts. Il organise des tournées pour des artistes tels Aretha Franklin et Stevie Wonder. Il travaille pour l'émission de variétés Soul Train et fonde le label discographique Solar Records.

## Biographie

### Jeunesse et formation
Dick Griffey naît à Nashville et grandit dans un milieu musical. Il est élevé par son beau-père et par sa mère, Juanita Hines, chanteuse de gospel et claviériste,. Il apprend à jouer des percussions, étudie la musique à la Pearl High School et fait partie d'un groupe de jazz durant ses années de lycée. Griffey, qui bénéficie d'une bourse d'études, intègre l'université d'État du Tennessee. Il s'intéresse toujours à la musique et joue dans la fanfare (marching band) de l'université,. Griffey espère devenir médecin, mais abandonne ses études après quelques mois. En 1957, il s'engage en tant qu'infirmier dans l'United States Navy. Il quitte l'armée en 1961 et s'établit à Los Angeles où il exerce le métier d'infirmier,.

### Promoteur de concerts
Durant les années 1960, Dick Griffey ouvre un club, le Guys and Dolls, avec un ancien camarade d'université, le basketteur Dick Barnett. Des musiciens de premier plan, comme les Four Tops ou les Temptations, s'y produisent. Par la suite, Griffey profite de cette expérience pour devenir l'un des principaux promoteurs de concerts (tour promoter) travaillant avec les artistes noirs américains. Au milieu des années 1970, il est considéré comme l'un des « barons » de la profession et surnommé Kingpin of Soul Promoters. Griffey organise concerts et tournées pour des artistes de soul et rhythm and blues tels Al Green, Aretha Franklin ou encore Stevie Wonder,. Il encourage ces vedettes à travailler avec des professionnels noirs-américains du show business,.

### Soul Train et Solar Records
Dick Griffey travaille pour l'émission de variétés Soul Train en tant que talent coordinator. En 1975, il fonde le label discographique Soul Train Records avec Don Cornelius, présentateur et producteur de l'émission. En 1977, Cornelius laisse la direction de la société à Griffey. Celui-ci la rebaptise Solar Records, un acronyme de Sound of Los Angeles,. Solar connaît le succès grâce à des artistes comme Lakeside, Shalamar et The Whispers.
Dick Griffey donne une identité sonore à son label en recrutant des compositeurs et producteurs, comme Jimmy Jam et Terry Lewis, Leon Sylvers, L.A. Reid et Kenneth Edmonds. Il est à l'origine de la formation du groupe Shalamar. Uptown Festival, un medley interprété par des musiciens de studio sort sous ce nom en 1975. Le succès du disque pousse Griffey à recruter Jody Watley et Jeffrey Daniel, des danseurs de l'émission Soul Train, afin de former un véritable groupe. Il coécrit et produit And the Beat Goes On, l'un des hits des Whispers, dont il est l'agent. En 1980, Griffey est décrit dans le Los Angeles Times comme le plus prometteur des cadres afro-américains travaillant dans l'industrie de la musique (the most promising new black music executive). Il dirige Solar Records jusqu'à la fermeture du label en 1995.

## Engagements humanitaires
Supporter du Congrès national africain, Dick Griffey organise en 1989 un téléthon et réunit des fonds afin de soutenir les victimes de la politique d'apartheid. Durant les dix dernières années de sa vie, il réside principalement en Afrique. Il ouvre une école de musique pour filles au Ghana,.

## Vie personnelle
Après avoir divorcé de sa première épouse, Griffey se remarie en 1974 avec la chanteuse Carrie Lucas,.